# Harpalyce baracoensis
Harpalyce baracoensis là một loài thực vật có hoa trong họ Đậu. Loài này được Borhidi & O.Muniz miêu tả khoa học đầu tiên.